# Desiderius Wein
Desiderius «Dezső» Wein (19 de enero de 1873-5 de junio de 1954) fue un médico y gimnasta húngaro que compitió en los Juegos Olímpicos de Atenas 1896.

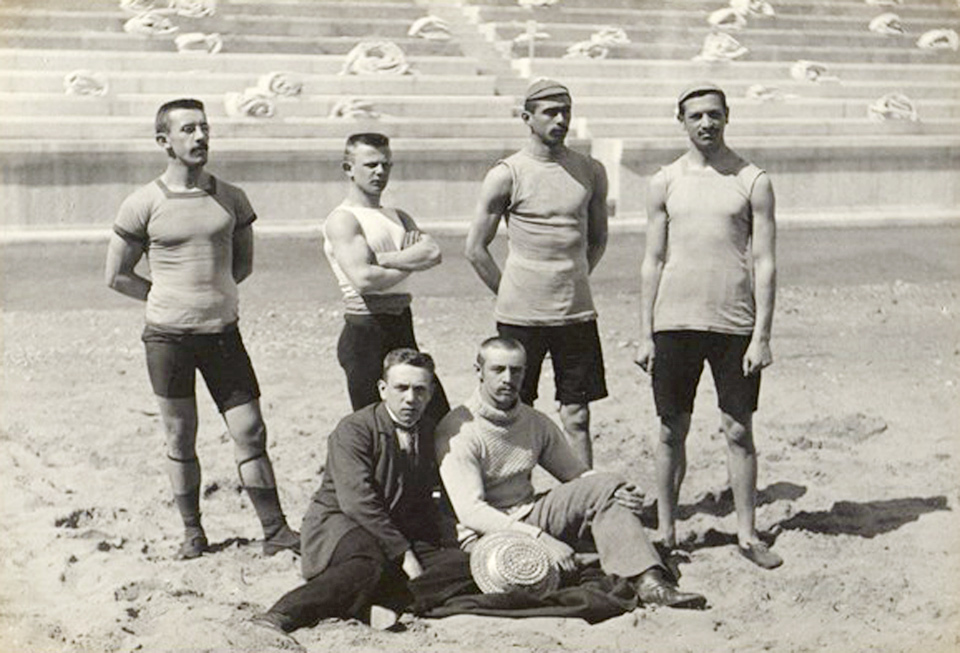
El equipo atlético húngaro de los Juegos Olímpicos de Verano de 1896

Wein compitió en los eventos individuales de barras paralelas, barra fija, salto de potro y potro con anillos. No ganó ninguna medalla, y se desconoce las posiciones finales que alcanzó en cada uno de esos eventos.
Falleció en Budapest